# Croton polytrichus
Espèce
Croton polytrichus est une espèce de plantes à fleurs du genre Croton et de la famille des Euphorbiaceae, présente du Soudan à la Zambie.
Il a deux sous-espèces :
- Croton polytrichus subsp. brachystachyus, Radcl.-Sm., présent en Zambie
- Croton polytrichus subsp. polytrichus, présent au Soudan, au Kenya et en Tanzanie